# Надеждинская волость (Ставропольская губерния)
Надеждинская волость — административно-территориальная единица, входившая в Ставропольский уезд Ставропольской губернии. 
Административный центр - село Надежда.

## История
На 1898 год входила в первый стан Ставропольского уезда.